# Ricard Artero Ruiz
Ricard Artero Ruiz (nascut el 5 de febrer de 2003) és un futbolista català que juga com a migcampista al Girona FC B.

## Carrera de club
Nascut a la Bisbal d'Empordà, Catalunya, Artero va representar l'Atlètic Bisbalenc i el Girona FC com a juvenil. El juliol del 2021, un cop acabada la seva formació, va signar contracte professional amb el Girona fins al 2026.
Artero va debutar amb el filial del Girona el 5 de setembre de 2021, com a titular en una victòria a la Tercera Divisió RFEF per 2-1 contra el CE L'Hospitalet. Va debutar amb el primer equip el 4 de novembre, entrant com a substitut a la segona part de Nahuel Bustos en una victòria a casa per 3-1 davant l'AD Alcorcón a Segona Divisió.